# Federico Ramón Puerta

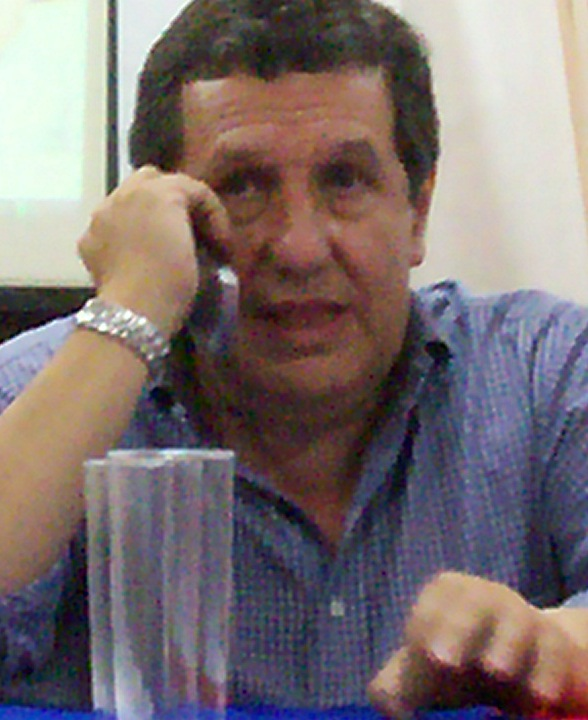
Federico Ramón Puerta

Federico Ramón Puerta (Apóstoles,  9 september 1951) is een Argentijns politicus van de Peronistische Partij.
Puerta werd geboren in Apóstoles, provincie Misiones. Hij studeerde aan de Universidad Católica Argentina in Buenos Aires en is ingenieur. Desondanks ging hij werken in zijn familiebedrijf dat yerba maté verbouwt, en werd zo een succesvol zakenman en miljonair.
Puerta werd gekozen als nationaal gedeputeerde voor zijn provincie in 1987. In 1991 werd hij voor deze provincie gouverneur en werd in 1995 herkozen. Hij was een volgeling van president Carlos Menem, en volgens diens economische doctrine liet hij de provinciale bank privatiseren die was opgericht door zijn eigen grootvader.
In 1999 werd hij gekozen in het Huis van Afgevaardigden en in 2001 in de senaat. In november van dat jaar, werd hij ook voorzitter van de senaat, en daarmee derde in lijn van het presidentschap van het land.
Twee dagen lang was Puerta interim president van het land, van 21 december tot 22 december 2001.
Dit gebeurde na het aftreden van zowel de president als de vicepresident. Een week nadat hij het presidentschap had overgedragen trad hij af als voorzitter van de senaat om te voorkomen dat hij opnieuw president werd als een volgende president zou aftreden. In deze tijd heeft Argentinië in twee weken tijd vijf verschillende presidenten gehad.
In 2003 wilde hij opnieuw gouverneur van Misiones worden maar hij verloor van de kandidaat Carlos Rovira. In 2005 trad hij af als senator.
Puerta is niet getrouwd en heeft twee kinderen.